# ローレンツスカラー
相対性理論の物理学において、ローレンツスカラーとは、その理論の要素から形成され、ローレンツ変換のもとで不変なスカラーとして評価される表現です。ローレンツスカラーは、例えばベクトルのスカラー積や、その理論のテンソルの縮約から生成されることがあります。ベクトルやテンソルの成分は一般的にローレンツ変換の下で変化しますが、ローレンツスカラー自体は変わりません。
ローレンツスカラーは、数学的な意味でのスカラーとして常に不変であるとは限りませんが、その結果として得られるスカラー値は、考慮される理論が基づくベクトル空間に適用される任意の基底変換の下で不変です。ミンコフスキー時空における単純なローレンツスカラーは、時空内の二つの固定された事象の時空間距離（その差の"長さ"）です。事象の4元位置ベクトルは異なる慣性系間で変わりますが、その時空間距離は対応するローレンツ変換の下で不変です。ローレンツスカラーの他の例としては、4元ベクトルの"長さ"（以下参照）、または一般相対性理論からの時空のある点におけるリッチ曲率があり、これはそこでのリーマン曲率テンソルの縮約です。

## 特殊相対性理論におけるシンプルなスカラー

### 位置ベクトルの長さ

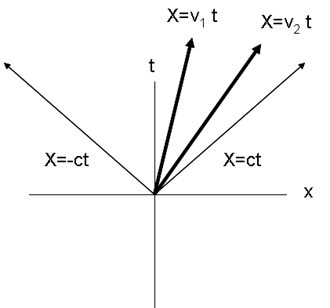
異なる速度の二つの粒子の世界線。

特殊相対性理論では、4次元の時空内の粒子の位置は、次のように与えられます：{\displaystyle x^{\mu }=(ct,\mathbf {x} )}ここで、{\displaystyle \mathbf {x} =\mathbf {v} t}は粒子の3次元空間での位置であり、{\displaystyle \mathbf {v} }は3次元空間での速度であり、{\displaystyle c}は光速です。
ベクトルの"長さ"はローレンツスカラーであり、次のように与えられます：{\displaystyle x_{\mu }x^{\mu }=\eta _{\mu \nu }x^{\mu }x^{\nu }=(ct)^{2}-\mathbf {x} \cdot \mathbf {x} \ {\stackrel {\mathrm {def} }{=}}\ (c\tau )^{2}}ここで、{\displaystyle \tau }は粒子の静止フレーム内の時計で測定される固有時であり、ミンコフスキー計量は次のように与えられます：{\displaystyle \eta ^{\mu \nu }=\eta _{\mu \nu }={\begin{pmatrix}1&0&0&0\\0&-1&0&0\\0&0&-1&0\\0&0&0&-1\end{pmatrix}}.}これは、時間的計量です。
しばしば、ミンコフスキー計量においては、符号の配置が異なるバージョンが使われることがあります。{\displaystyle \eta ^{\mu \nu }=\eta _{\mu \nu }={\begin{pmatrix}-1&0&0&0\\0&1&0&0\\0&0&1&0\\0&0&0&1\end{pmatrix}}.}これは、空間的計量です。
ミンコフスキー計量では、空間的な間隔<math> s </math>は、次のように定義されます：{\displaystyle x_{\mu }x^{\mu }=\eta _{\mu \nu }x^{\mu }x^{\nu }=\mathbf {x} \cdot \mathbf {x} -(ct)^{2}\ {\stackrel {\mathrm {def} }{=}}\ s^{2}.}以下では、空間的なミンコフスキー計量を使用します。

### 速度ベクトルの長さ

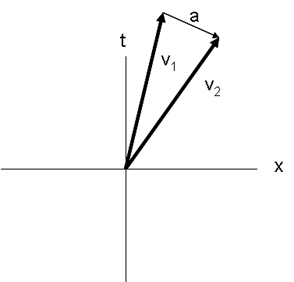
時空内の二つの異なる速度の粒子の速度ベクトル。相対性理論では、加速は時空内の回転と同等である

時空内の速度は、次のように定義されます：{\displaystyle v^{\mu }\ {\stackrel {\mathrm {def} }{=}}\ {dx^{\mu } \over d\tau }=\left(c{dt \over d\tau },{dt \over d\tau }{d\mathbf {x}  \over dt}\right)=\left(\gamma c,\gamma {\mathbf {v} }\right)=\gamma \left(c,{\mathbf {v} }\right)}ここで、{\displaystyle \gamma \ {\stackrel {\mathrm {def} }{=}}\ {1 \over {\sqrt {1-{{\mathbf {v} \cdot \mathbf {v} } \over c^{2}}}}}.}4元ベクトルの大きさはローレンツスカラーであり、{\displaystyle v_{\mu }v^{\mu }=-c^{2}\,.}したがって、cはローレンツスカラーです。

### 加速と速度の内積
4-加速度は、次のように与えられます：{\displaystyle a^{\mu }\ {\stackrel {\mathrm {def} }{=}}\ {dv^{\mu } \over d\tau }.}4元加速度は常に4元ベクトルと垂直です{\displaystyle 0={1 \over 2}{d \over d\tau }\left(v_{\mu }v^{\mu }\right)={dv_{\mu } \over d\tau }v^{\mu }=a_{\mu }v^{\mu }.}したがって、時空内の加速を単に4元ベクトルの回転として考えることができます。加速と速度の内積はローレンツスカラーであり、ゼロです。この回転はエネルギーの保存の単なる表現です：{\displaystyle {dE \over d\tau }=\mathbf {F} \cdot \mathbf {v} }ここで、<math> E </math>は粒子のエネルギーであり、<math> \mathbf{F} </math>は粒子に作用する3力です。

## 4元運動量からのエネルギー、静止質量、3元運動量、および3元速度
粒子の4元運動量は、次のように与えられます：{\displaystyle p^{\mu }=mv^{\mu }=\left(\gamma mc,\gamma m\mathbf {v} \right)=\left(\gamma mc,\mathbf {p} \right)=\left({\frac {E}{c}},\mathbf {p} \right)}
ここで、<math> m </math>は粒子の静止質量、<math> \mathbf{p} </math>は3空間内の運動量であり、{\displaystyle E=\gamma mc^{2}} は粒子のエネルギーです。

### 粒子のエネルギーの測定
<math> u </math>という4元ベクトルと<math> \mathbf{u}2 </math>という3元ベクトルを持つ第二の粒子を考えてみましょう。第二の粒子の静止フレームでは、<math> u </math>と<math> p </math>の内積は、第一の粒子のエネルギーに比例しています：{\displaystyle p_{\mu }u^{\mu }=-E_{1}}ここで、下付きの1は第一の粒子を示しています。
この関係は、第二の粒子の静止フレームで真実であるので、任意の参照フレームでも真実です。 <math> E_1 </math>は、第二の粒子のフレームでの第一の粒子のエネルギーであり、ローレンツスカラーです。したがって、{\displaystyle E_{1}=\gamma _{1}\gamma _{2}m_{1}c^{2}-\gamma _{2}\mathbf {p} _{1}\cdot \mathbf {u} _{2}}任意の慣性参照フレームで、<math>E_1</math>は依然として第二の粒子のフレームでの第一の粒子のエネルギーです。

### 粒子の静止質量の測定
粒子の静止フレームでの運動量の内積は、次のように与えられます：{\displaystyle p_{\mu }p^{\mu }=-(mc)^{2}\,.}したがって、静止質量 (m)はローレンツスカラーです。この関係は、内積が計算されるフレームに関係なく、真実であるままです。多くの場合、静止質量は{\displaystyle m_{0}}として書かれ、相対論的質量、{\displaystyle \gamma m_{0}}と混同しないようにします。

### 粒子の3-運動量の測定
次のことに注意してください。{\displaystyle \left({\frac {p_{\mu }u^{\mu }}{c}}\right)^{2}+p_{\mu }p^{\mu }={E_{1}^{2} \over c^{2}}-(mc)^{2}=\left(\gamma _{1}^{2}-1\right)(mc)^{2}=\gamma _{1}^{2}{\mathbf {v} _{1}\cdot \mathbf {v} _{1}}m^{2}=\mathbf {p} _{1}\cdot \mathbf {p} _{1}.}第二の粒子のフレームで測定された粒子の3元運動量の大きさの2乗は、ローレンツスカラーです。

### 粒子の3-速度の測定
第二の粒子のフレームでの3元ベクトルは、2つのローレンツスカラーから構築されます：{\displaystyle v_{1}^{2}=\mathbf {v} _{1}\cdot \mathbf {v} _{1}={\frac {\mathbf {p} _{1}\cdot \mathbf {p} _{1}}{E_{1}^{2}}}c^{4}.}

## より複雑なスカラー
スカラーは、テンソルやベクトル、テンソルの縮約（ {\displaystyle F_{\mu \nu }F^{\mu \nu }}のような）からも構築されることがあります。あるいは、テンソルやベクトルの縮約の組み合わせ（{\displaystyle g_{\mu \nu }x^{\mu }x^{\nu }}のような）からも構築されます。